# Oderin
Oderin è una frazione del comune tedesco di Halbe, nel Land del Brandeburgo.

## Storia
Nel 2003 il comune di Oderin venne soppresso e aggregato al comune di Halbe.